# Jean Brune
 (janvier 2018).
Jean Brune, né en 1912 à Aïn Bessem (Algérie) et mort en 1973 à Nouméa (Nouvelle-Calédonie), était un écrivain et journaliste français.

## Biographie

### Enfance
Jean Brune est le fils de Pierre Brune, un forgeron Bourguignon originaire du département de Saône-et-Loire et dont l’arrière grand-père était prêtre de l’Église de Fragnes (Saône-et-Loire). Sa mère Marie, née à Aïn Bessem, est la fille d’un riche propriétaire installé du côté de Bert Ville, renommée depuis Aïn Laloui. 
Jean Brune est né en 1912 à la ferme de Louis Oustaint, située à moins de 4 km d’Aïn Bessem, sur la route menant vers la Baraque, renommé depuis El Hachimia, avant de déménager à Aïn Bessem pour y travailler comme forgeron.
Son atelier se trouvait à côté de la prison d’Ain-Bessem. Pendant la Première Guerre mondiale, il participe activement au ferrage des chevaux des sbires et de l’Armée française. Après la guerre, il exerça la profession de cuisinier dans un restaurant; en même temps, il achète des terres dans la commune-mixte Les Frênes, depuis renommée El Azizia.
Jean Brune est éduqué dans la religion catholique mais reste néanmoins athé. Il se conçoit comme un Européen de civilisation.

## Études
Après des études primaires au Groupe scolaire Ain-Bessem (1918), il poursuit son cursus au collège et au lycée à El-Harrach (Alger). Renvoyé plusieurs fois pour indiscipline, il peut toutefois terminer ses études secondaires grâce à un transfert dans un lycée à Alger. Il y fera la rencontre d'Albert Camus,. En 1930, il obtient son baccalauréat. La mort de son petit frère en 1933 bouleverse la vie de sa famille et particulièrement celle de son père. Il travaille plusieurs années ensuite comme employé de bureau à Blida. Il est repéré comme très doué par un riche négociant en vins, qui l'incité à venir travailler à Alger comme sommelier, mais le charge aussi des achats de vin et de la gestion d’une coopérative vinicole à Lavigerie (El Harrach). Il passe la majorité de son temps dans les cercles « Chantiers de la jeunesse française », une organisation paramilitaire française des années 1940-1944. Il devient un farouche opposant à Pierre Laval, chef du gouvernement à la présidence de Philippe Pétain, l’accusant d’avoir critiqué ouvertement ces chantiers pour manque de loyauté vis-à-vis de son gouvernement et leurs sentiments anti-allemands.  

## Seconde Guerre mondiale
Au mois de janvier 1941, dans une salle de cinéma, il prend la parole pour critiquer ouvertement la politique du gouvernement de Pierre-Étienne Flandin, dénoncer la mutinerie dans le quartier de Maison-Carrée à Alger de 570 soldats, le complot du Parti du peuple algérien de Messali Hadj, et la propagande allemande. Après avoir passé plus de six années à la Casbah au mois de novembre 1942, perturbé par la Seconde Guerre mondiale, il rejoint Aïn Bessem et s’y installe pour travailler dans une banque. Après presque une année il est mobilisé dans un corps d’armée de Blida et rejoint l’Allemagne.
Vétéran de la première Armée française, Jean Brune combat les Allemands au sein d'une unité blindée et reçoit une citation pour une victoire en 1945 dans un combat de chars en Forêt-Noire. 
Jean Brune perd ses deux parents à cette période, son père décède en 1945 et sa mère en 1949.
À son retour, il comprend que la montée des nationalistes Algériens va s'amplifier. Partisan de l’idée de « l’Algérie française », il commence à mobiliser l'opinion française par des tracts distribués aux passants à la criée. Dans les années 1950, il collabore à La Nation française de Pierre Boutang et Michel Vivier. Il organise plusieurs réunions publiques à Alger et reçoit pour cette initiative l'appui de Pierre Lagaillarde, qu’il a connu à Alger pour l’avoir défendu lors du procès qui suivit son arrestation pour meeting non autorisé. Il noue une relation étroite avec Lagaillarde, qui était alors activiste nationaliste et anti-indépendantiste. Il se lie d'amitié avec d'autres activistes, qui deviennent ensuite membres de l’Organisation de l'armée secrète (OAS). Il réside à Rome à partir de juillet 1961. En mai 1962, à Milan, il participe à la création du comité exécutif du Conseil national de la Résistance,.

## Après l'indépendance de l'Algérie
Jean Brune ressort déçu de l'indépendance de l'Algérie et rejoint Aginter Press à Lisbonne dont il devient en 1966 rédacteur en chef. Il a le projet de créer un centre d'information indépendant des monopoles et oligopoles d'information de l'Est et de l'Ouest. Selon lui, la presse agit comme un instrument de propagande.
Il quitte cet organisme après trois ans et, après l'amnistie de juillet 1968, rejoindra la Nouvelle-Calédonie où il sera directeur du Journal Calédonien,, et mourut en 1973.

## Œuvres
- Cette haine qui ressemble à l'amour (1961). Hors collection, La Table ronde  (ISBN 2-710-31134-8).
- Interdit aux chiens et aux Français (1966), 278 pages, 140 × 200 mm. Hors collection (1967), La Table ronde  (ISBN 2-710-31355-3).
- Journal d'exil suivi de Lettre à un maudit (1963), 288 pages, 140 × 200 mm. Hors collection, La Table ronde -memo.  (ISBN 2-710-31378-2).
- Cette haine qui ressemble à l'amour. Réédition intégrale, édition revue et corrigée (2009) Édition Atlantis,  (ISBN 978-3-932-71104-6)
- Interdit aux chiens et aux Français. Le drame de l'Algérie française (1966 ; réédition intégrale, édition revue et corrigée, 2008), Édition Atlantis   (ISBN 978-3-932-71105-3)
- Les Mutins. Drame en quatre actes. Inédit 1967 (1997), Édition Atlantis  (ISBN 978-3-932-71101-5)
- Bab-el-Oued. Essai. Inédit 1956 (1997), Édition Atlantis  (ISBN 978-3-932-71103-9)
- Bab-el-Oued raconté à Toinet. Inédit 1955 (1998), Édition Atlantis   (ISBN 978-3-932-71113-8)
- La guerre de Troie commence demain (1997), Édition Atlantis   (ISBN 978-3-932-71102-2)
- Les Aventures prodigieuses de Georges Untel en Algérie algérienne (1998), Édition Atlantis  (ISBN 978-3-932-71106-0)
- La Révolte. Roman (1963; réédition intégrale, édition revue et corrigée) (1999), Édition Atlantis  (ISBN 978-3-932-71110-7)
- Journal d'exil. Juillet 1961 - février 1963 (réédition 1998), Édition Atlantis  (ISBN 978-3-932-71109-1)
- Lettre à un maudit. Appel à la réconciliation (réédition 1998), Édition Atlantis  (ISBN 978-3-932-71107-7)
- Anthologie Jean Brune (1998), Édition Atlantis   (ISBN 978-3-932-71108-4)
- Algérie 1955, la bataille de la peur. Inédit 1955 (1998), Édition Atlantis  (ISBN 978-3-932-71114-5)